# Karl Windmüller
Karl Windmüller (né le 14 février 1873 et mort le 20 octobre 1923) est un capitaine de vaisseau allemand dans la Reichsmarine.

## Biographie
Karl Windmüller s'engage le 9 avril 1892 dans la marine impériale et est recruté comme cadet le 11 avril 1892. Fin avril 1894, il est aspirant sur le König Wilhelm et est commandé à l'Académie navale fin septembre 1894. En tant que lieutenant en mer en 1898, il est membre et chef de transport pour la route de Bremerhaven à Gênes du détachement d'arpentage de Kiautschou. En 1900, il est sur la Nixe (de).
En tant que commandant du torpilleur S 90 (de), il est promu lieutenant de vaisseau le 1er avril 1904, lequel était affecté à l'escadron de croiseurs d'Extrême-Orient.
En 1906, il est capitaine lieutenant et adjudant au chantier naval impérial de Wilhelmshaven. Promu capitaine de corvette le 16 octobre 1906, il est officier de navigation sur le Westfalen en 1909 et commandant de la 3e division dans la 1re division de marins en 1913.
Plus tard, il est officier sur le Schwaben jusqu'en octobre 1914 et est ensuite le dernier commandant de l'Undine jusqu'au début de novembre 1915. À ce poste, il est promu commandant de frégate le 19 août 1915. Le 7 novembre 1915, l'Undine est torpillé et coulé par le sous-marin britannique E19. La plupart des membres d'équipage, y compris Windmüller, survivent au naufrage du navire. En décembre 1915, il prend en charge le Medusa pendant un an jusqu'à sa mise hors service le 18 décembre 1916. Il est ensuite commandant du Lothringen jusqu'en octobre 1917. De septembre 1917 à novembre 1917, il est commandant du Hannover. De décembre 1917 à janvier 1918, il commande le Westfalen en remplacement d'Hermann Bauer. Le 18 janvier 1918, il devient capitaine de vaisseau.
De mars 1918 à décembre 1918, il est le dernier commandant du Thüringen. À partir d'août 1918, le Thüringen est intégré à l'opération Schußstein (de), qui doit être avolumeonné fin septembre 1918. Le 21 août 1918, la formation spéciale créée pour l'opération a déjà été dissoute et le Thüringen est envoyé à Wilhelmshaven.
Ici, fin octobre 1918, le Thüringen est l'un des premiers navires de la flotte de haute mer ancré à Wilhelmshaven à se mutiner. Windmüller tente de négocier avec les marins mutins, mais ne peut le faire que par la dissuasion militaire; un canon de Thüringen a été braqué sur Helgoland, qui est également en pleine mutinerie. Finalement, l'amiral Franz von Hipper, qui a prévu de faire appareiller la flotte le 30 octobre 1918, fait arrêter les mutins sur le Thüringen et l'Helgoland le 31 octobre 1918. Le 29 octobre 1918, Windmüller a encore tenté de rallier l'équipage à une mission commune dans un discours. Sa phrase "Nous brûlons nos 2.000 dernières cartouches et voulons couler avec les drapeaux au vent" est cependant suivie d'un "Alors, partez tout seul !,.
Après la reddition de l'Empire allemand en novembre 1918, Thüringen reste en Reich allemand et n'est pas interné à Scapa Flow. Le 16 décembre 1918, il est mis hors service et utilisé comme navire de caserne.
Windmüller reste jusqu'au 8 mars 1920 dans la marine et est ensuite démobilisé.
À la mi-février 1918, il a reçu, entre autres, l'ordre de l'Aigle rouge de 4e classe, la croix de fer de 1re classe, la croix de chevalier avec couronne de l'ordre du Griffon et la croix du mérite militaire grand-ducal de Mecklembourg de 2e classe.